# Gardevoir
Gardevoir (japanski: サーナイト Sānaito) jedan je od 1025 fiktivnih vrsta Pokémona iz medijske franšize Pokémon, skupa Pokémon videoigara, animiranih serija, manga stripova, knjiga, igraćih karata i drugih medija kojima je tvorac Satoshi Tajiri. Svrha je Gardevoira u videoigrama, animiranoj seriji i manga stripovima, kao i svrha ostalih Pokémona, borba s divljim Pokémonima – neukroćenim stvorenjima koje igrači i likovi pronalaze dok kreću na razne avanture – i pripitomljenim Pokémonima drugih Pokémon trenera.
Gardevoir je čovjekoliki Pokémon s izvanrednim psihičkim moćima. Prvi se puta pojavio u Pokémon igrama treće generacije (Pokémon Ruby i Sapphire), 2003. godine, te zauzima 282. mjesto u Nacionalnom Pokédexu.
Smatra se kako ime Gardevoir vuče korijene iz francuskog jezika, točnije, od riječi "garde" = obrana, čuvar, i "voir" = vidjeti. Isto tako, moglo bi biti kombinacija engleske riječi "guard" = čuvati, čuvar, i francuske riječi "devoir" = dužnost, što bi u slobodnom prijevodu značilo "dužnost da čuva". Oba imena odnose se na činjenicu kako će Gardevoir štititi svoga trenera bez obzira na rizik koji može prijetiti životu samog Gardevoira.

## Biološke karakteristike
Gardevoir je prepoznatljiv po svojoj eleganciji i čovječjoj ženstvenosti. Njegovo je tijelo dugo, vitko i gipko s parom vitkih bijelih nogu koje su prekrivene jednako tankom nadimajućom haljinom; bijelom izvana, i zelenom iznutra. Ima razmjerno veliku glavu, blijedo lice, velike crvene oči, i zelenu kosu koja prekriva usta ovog Pokémona. Ima duge, zelene ruke i dvije izrasline crvene boje na prsnom košu i leđima. 
Gardevoir je sposoban koristiti se psihičkim moćima, uključujući telepatiju i telekinezu. Istovremeno, ima sposobnost predviđanja budućnosti, što mu dozvoljava da pogledom u budućnost predvidi moguće opasnosti. Kreće se levitiranjem, i sposoban je ignorirati gravitacijsku silu. Njegove moći snažne su do te točke da Gardevoir njima može poremetiti kontinuum vremena i prostora. Čineći to, može stvoriti minijaturne crne rupe, što može iskoristiti u borbi, kako bi upio napade protivničkog Pokémona.
Gardevoir ima nenadmašiv osjećaj brige prema svome treneru. Sposoban je žrtvovati vlastiti život kako bi spasio svog trenera. Psihičke moći kojima Gardevoir vlada na vrhuncu su kada se njima koristi u obrani svoga trenera od bilo kakvih prijetnji. Njegove sposobnosti predviđanja omogućuju mu da vidi potencijalne opasnosti koje prijete njegovom treneru, te poduzme određene radnje kako bi zaštitio njega ili nju na pravi način.

## U videoigrama
Gardevoir je Psihički Pokémon. Ovaj mu tip osigurava mu otpornost na Borbene Pokémone, dok mu istovremeno pruža slabost na Mračne Pokémone i Pokémon Duhove.   
Gardevoira je moguće dobiti samo razvijanjem Kirlie nakon što ova dosegne 30. razinu. Isto tako, Kirliu nije moguće pronaći u divljini, i mora ju se razviti iz Raltsa na 20. ili višoj razini iz istoimenog Pokémona. Gardevoir posjeduje veoma visoke statistike; poglavito su mu visoki njegov Special Attack i Special Defense statusi. Uči brojne napadačke tehnike, poput Psihičke (Psychic) i Čarobnog lista (Magical Leaf), kao i mnogobrojne tehnike podrške, poput Želje (Wish) i Lutajuće svjetlo (Will-o-Wisp).
U igrama Pokémon Ruby, Sapphire i Emerald, Wally koristi Gardevoira. Razvio se iz Raltsa u čijem je hvatanju igrač pomogao Wallyju.
U igrama četvrte generacije, Pokémon Diamond i Pearl, Gardevoir dobiva svoju mušku polovicu u Pokémonu Galladeu. Galladea je moguće dobiti razvijanjem mužjaka Kirlie korištenjem Kamena zore (Dawn Stone). Gallade ima jednake statistike poput Gardevoira, no njihovi su Attack i Special Attack izvrnuti, čineći Galladea boljim za fizičke napade. I dok Gallade može biti samo muškog spola, mužjaci i ženke Kirlie mogu se i dalje razviti u Gardevoira na 30. razini.
U igri Pokémon Mystery Dungeon, Gardevoir biva proklet nakon što je spasio svoga trenera koji je zgrabio jedan od Ninetalesovih repova. Isti Gardevoir kasnije se može priključiti igračevu timu.

## U animiranoj seriji
Gardevoir se prvi puta pojavio u epizodi 384, "Do I Hear a Ralts?". Gardevoir u toj epizodi majka je Raltsa. Ralts se izgubi, i ubrzo ga pronalaze Ash i njegovi prijatelji. Gardevoir je uvjerena kako Ash i ostali pokušavaju ukrasti Raltsa i napada ih. Kasnije udružuje svoje snage s njima, pobjeđuje Tim Raketa, i vraća se natrag s Raltsom.
U uvodnom dijelu Pokémon: Advanced Challenge sezone, Mayin Combusken i Ashov Pikachu prikazani su tijekom borbe protiv Gardevoira i Hariyame.
Gardevoir ima manje pojavljivanje u epizodi 439, "Spontaneous Combusken", gdje je jedan od Pokémona koji sudjeluje u Pokémon izložbi. Biva pobjeđen od Vibrave.
U epizodi 486, "Mutiny in the Bounty!", Gardevoir biva otet od strane Pokémon Huntera J., no Ash i ostali uspijevaju ga vratiti natrag njegovoj trenerici.